# 전주전통술박물관
전주전통술박물관은 전북특별자치도 전주시 완산구 풍남동3가 소재의 박물관이다. 전주 한옥마을 내에 있다.

## 연혁
- 2002년 5월 25일 개관.

## 관람 안내
- 관람 시간: 오전 9:00 ~ 오후 18:00
- 매주 월요일: 정기 휴관
- 관람료: 무료

## 갤러리

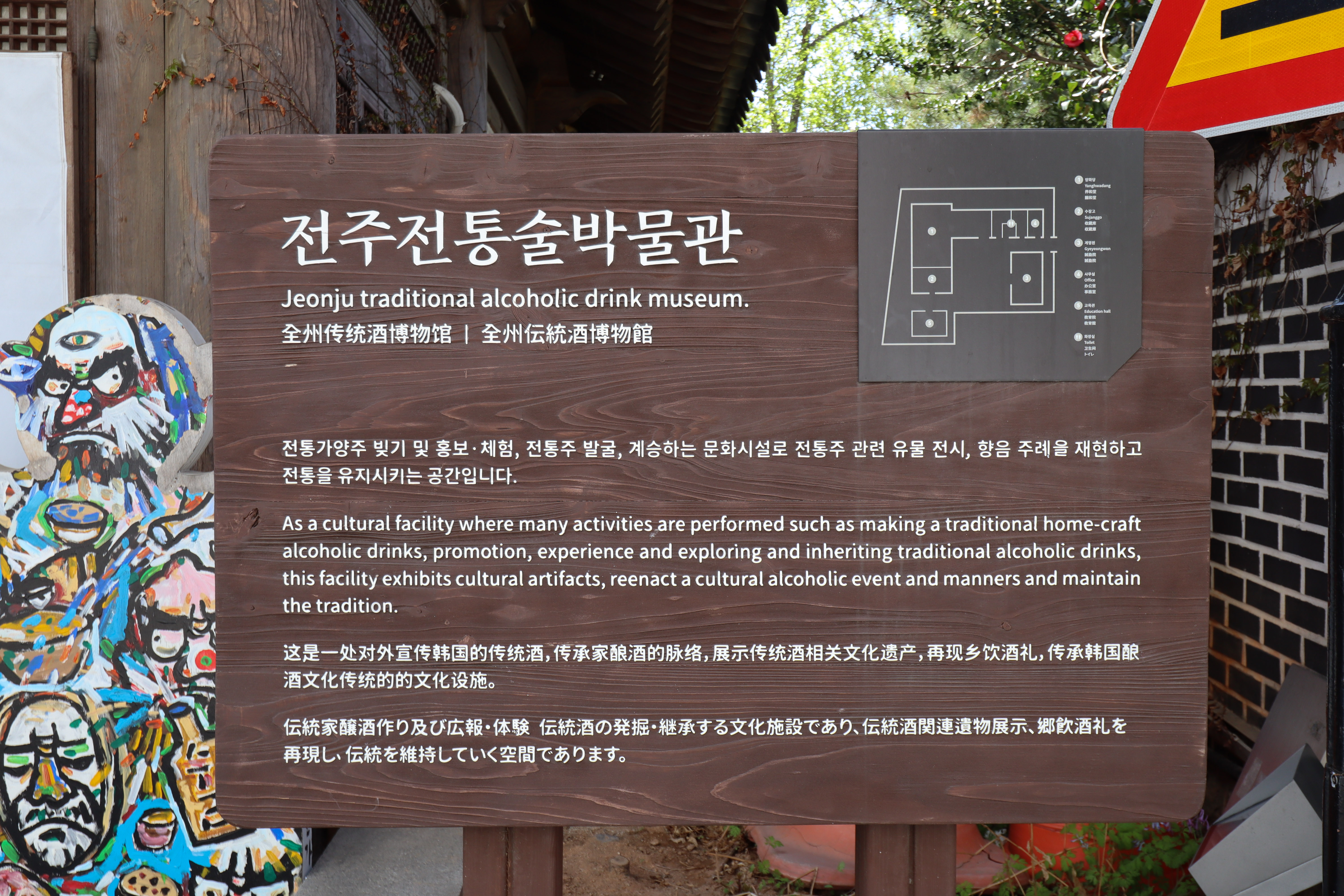
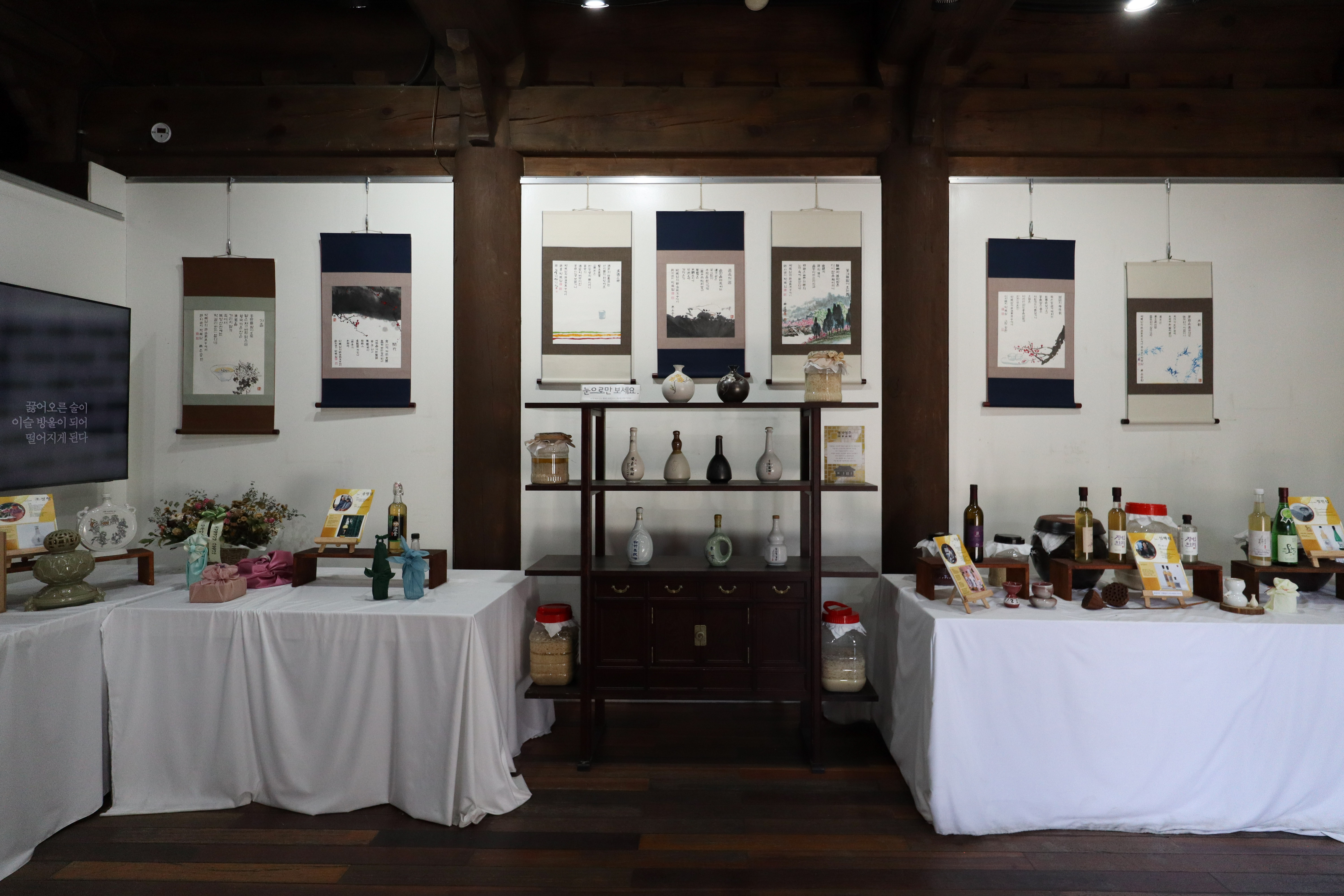
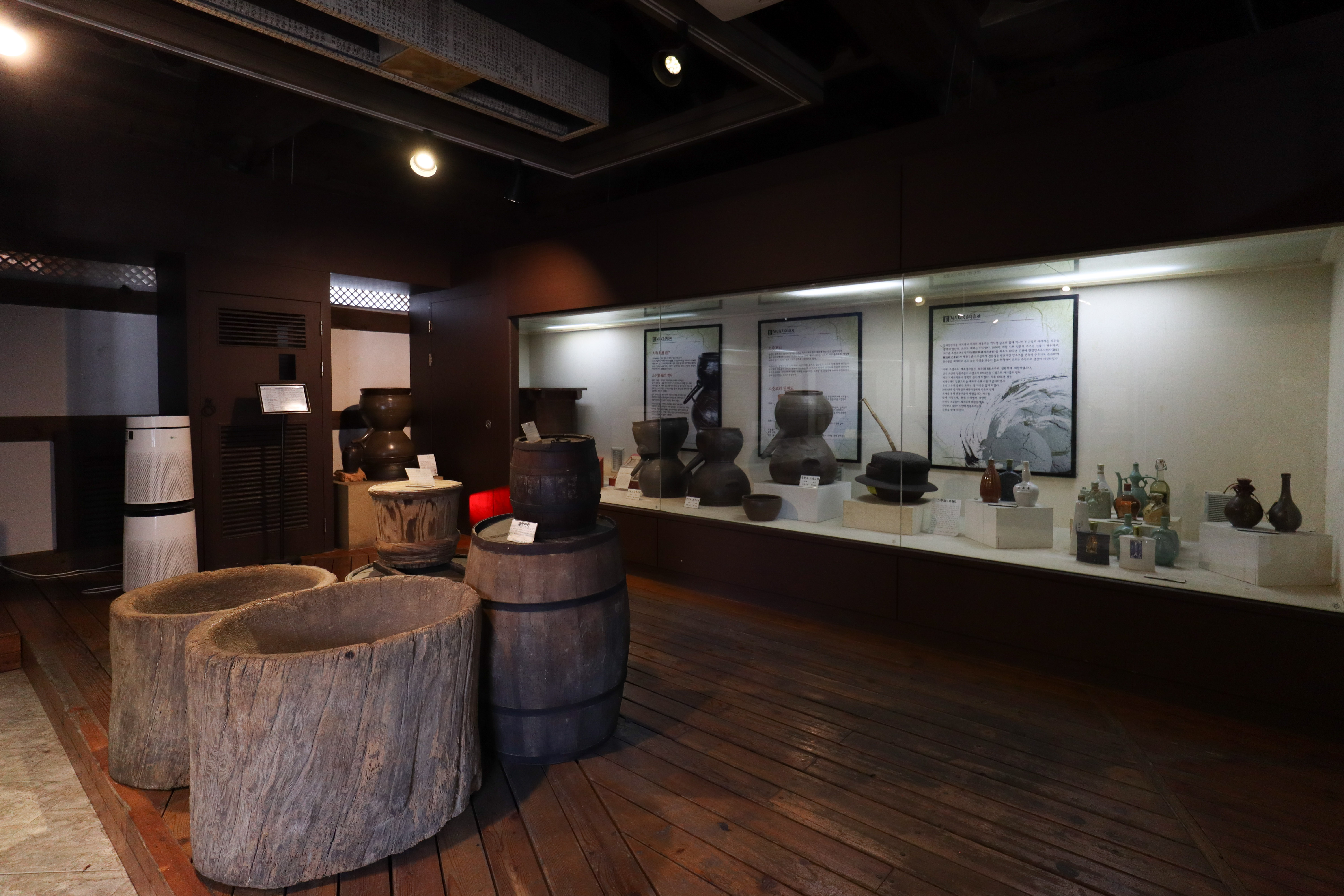
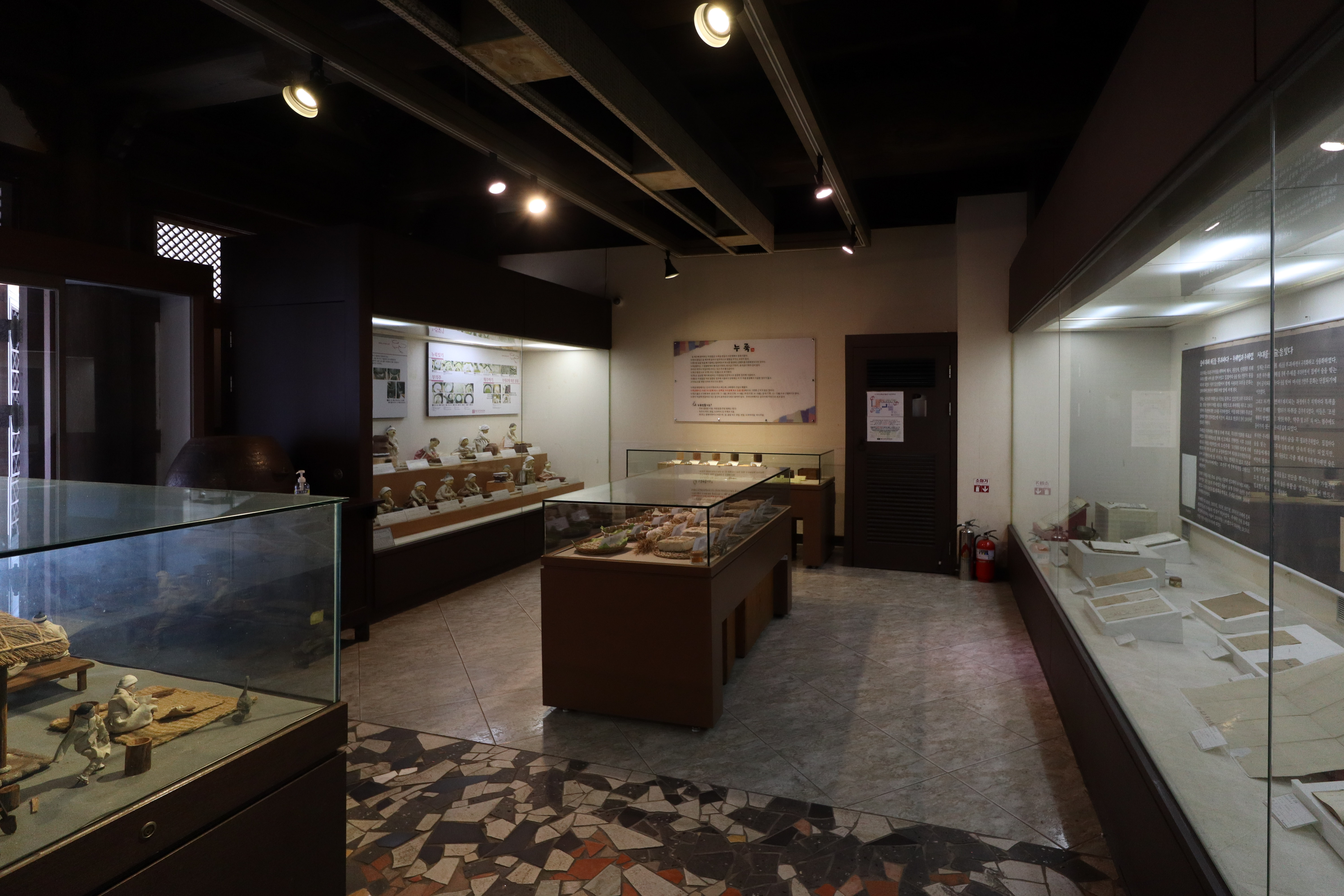
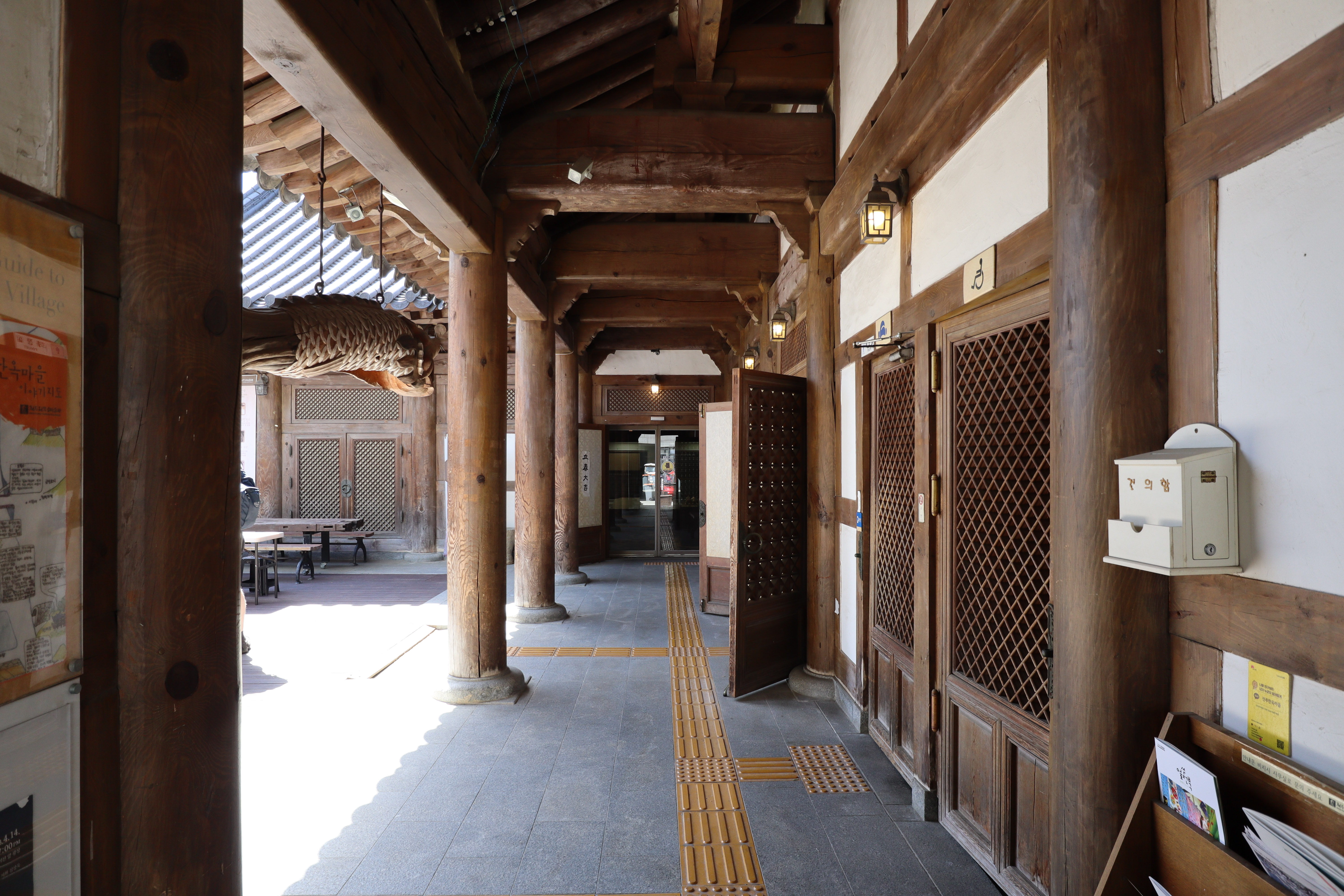
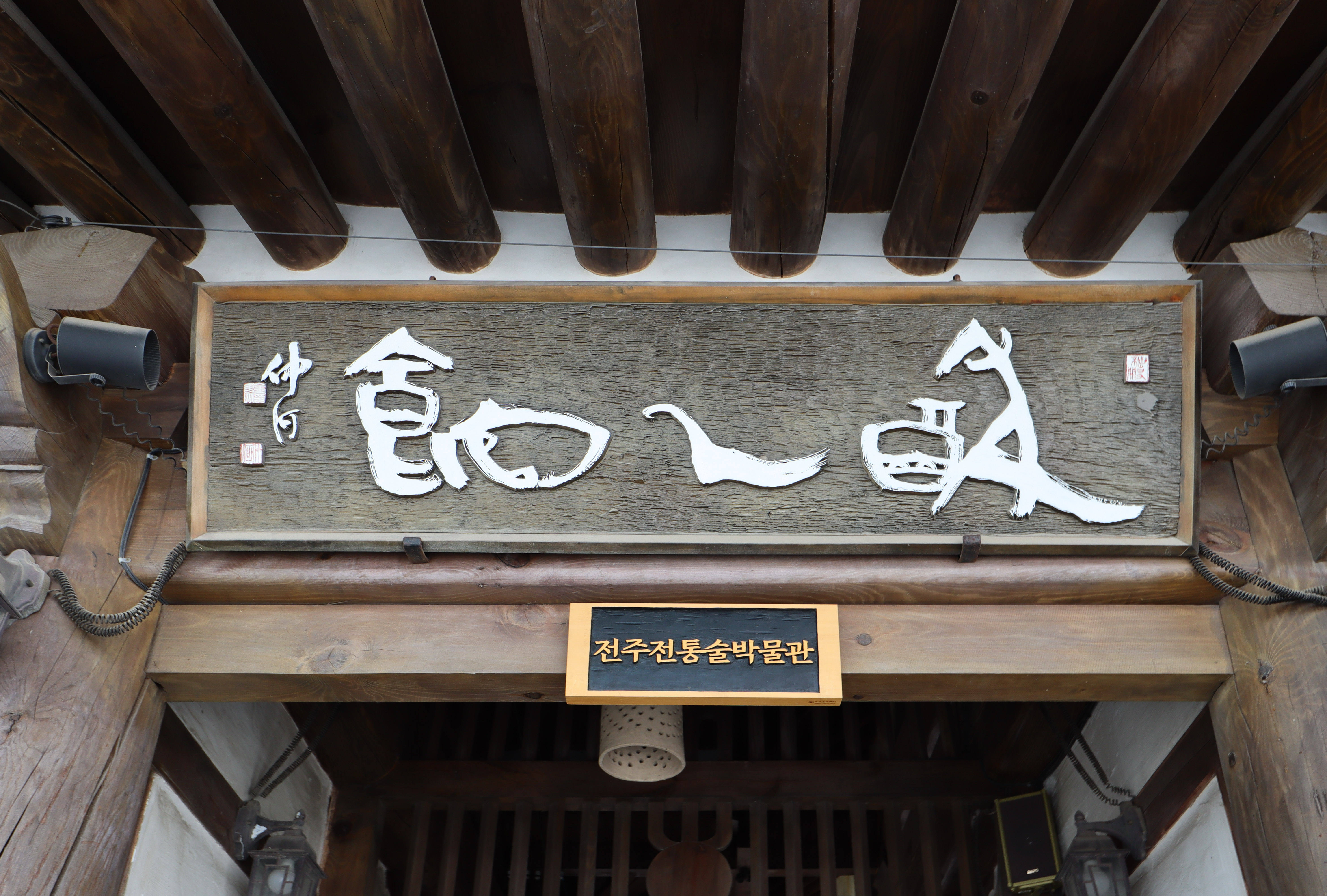
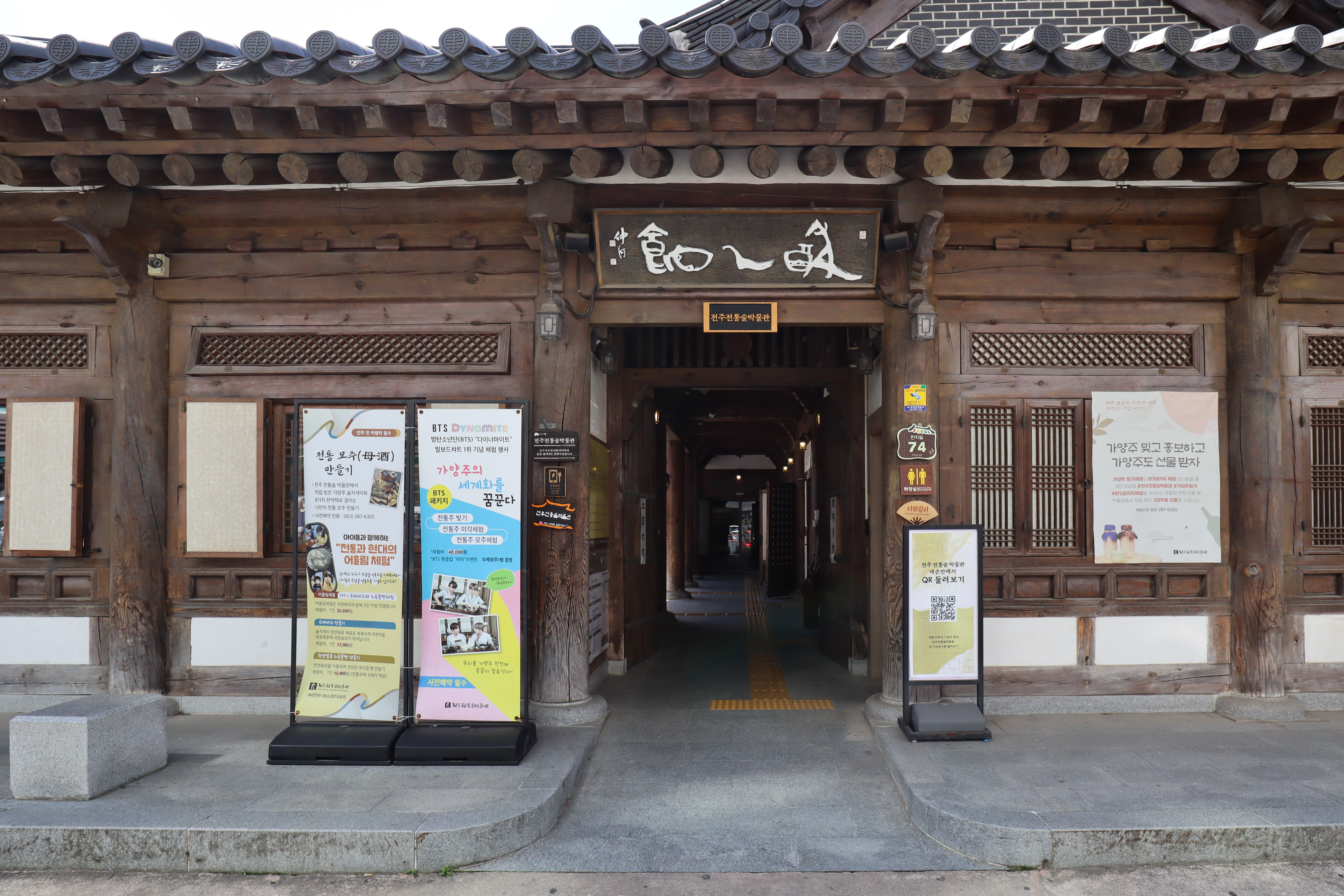